# هيفي رين
هيفي رين (بالإنجليزية: Heavy Rain)‏ هي لعبة فيديو من نوع أكشن ومغامرة وفيلم تفاعلي، صدرت في 18 فبراير 2010 بشكل حصري على جهاز بلاي ستيشن 3 وتم الإعلان لاحقا عن نسخة لجهاز بلاي ستيشن 4 في 1 مارس 2016، ثم في 2019 تم الإعلان عن إصدارها على الكمبيوتر الشخصي عبر متجر إيبك غيمز. اللعبة من تطوير كوانتيك دريم ومن نشر سوني كمبيوتر إنترتينمنت.

## موجز

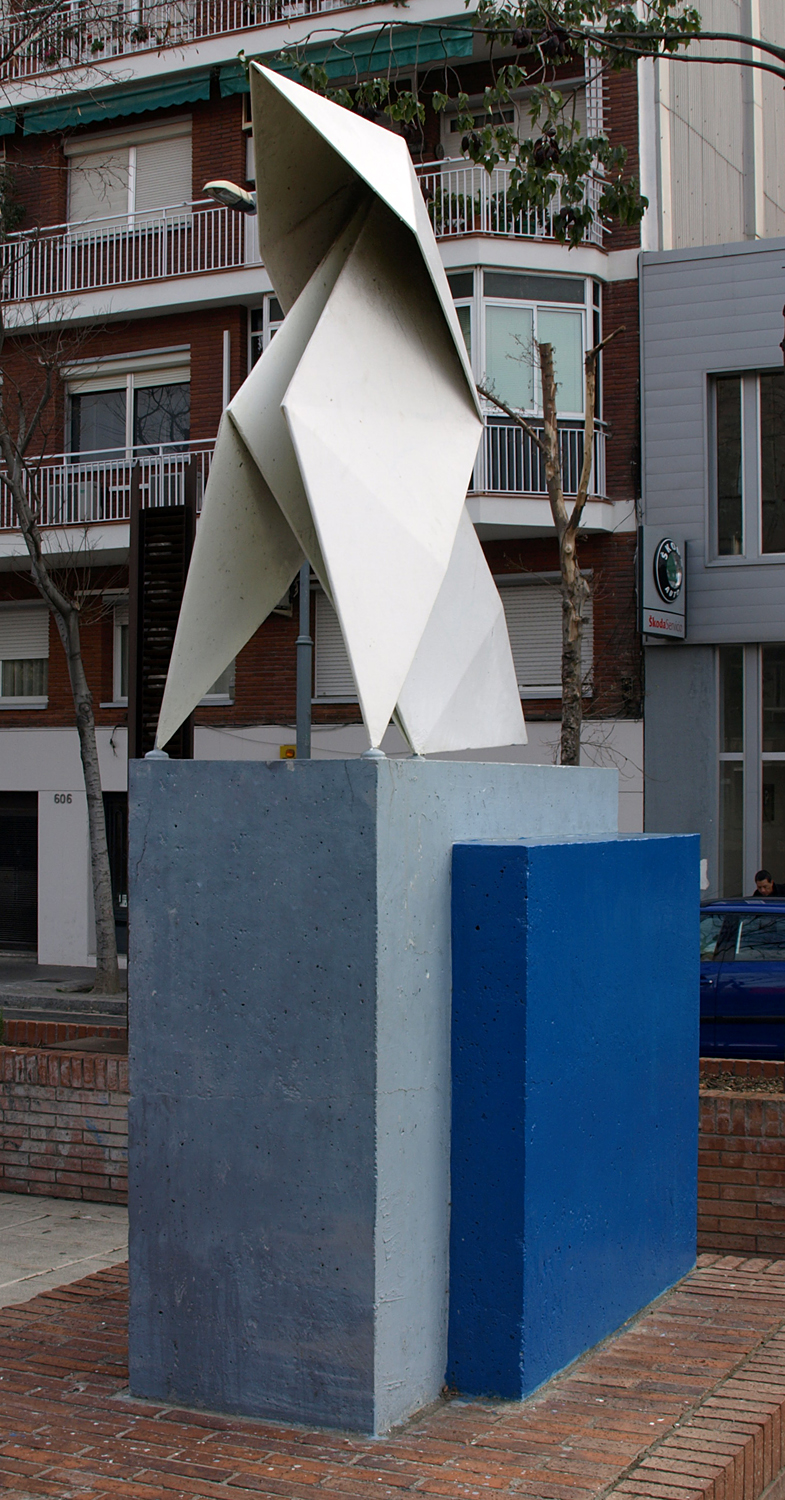
لاس باجاريتاس (رامون أسين، 1923 / خوليو لوجان، 1991)

اللعبة عبارة عن فيلم نوار وإثارة، تشمل أربعة أبطال مختلفين لهم علاقة بـ «قاتل الأوريغامي» الغامض، وهو قاتل متسلسل يستخدم مياه الأمطار ليغرق ضحاياه. اللاعب يتفاعل مع اللعبة بأداء إجراءات يتم إبرازها على الشاشة عبر تحريك أو الضغط على وحدة التحكم، وفي بعض الحالات، يقوم بأداء سلسلة من أحداث الوقت السريع.
كانت هيفي رين نجاحا نقديا وتجاريا، وفازت بعدة مرات بجائزة «لعبة العام» وبيع منها أكثر من ثلاثة ملايين نسخة.

## الشخصيات
- إيثان مارس: إيثان هو مهندس معماري يعيش مع زوجته واثنين من أبنائه. قبل سنتين من القصة الرئيسية، ابنه الأكبر «جيسون» يموت في حادث سيارة تاركا إيثان في غيبوبة لمدة ستة أشهر.
- سكوت شيلبي: شيلبي هو ضابط شرطة سابق والذي يعاني من الربو. وهو يعمل حاليا يعمل كمحقق خاص ويقوم بالتحقيق عن قاتل الأوريغامي.
- نورمان جايدن: جايدن هو عميل لمكتب التحقيقات الفدرالي مرسل من واشنطن لدعم قوات الشرطة في تحقيقاتها حول قاتل الأوريغامي.
- ماديسون بيج: ماديسون هي شابة تعمل كمصورة صحفية تعيش وحدها في المدينة. تعاني من والأرق المزمن والكوابيس.

## وصلات خارجية
- هيفي رين على موقع IMDb (الإنجليزية)

- الموقع الرسمي

- هيفي رين على موقع IMDb (الإنجليزية)

- Quantic Dream website